# حكومة فرنسوا فيون الأولى
حكومة فيون الأولى (بالفرنسية: Gouvernement François Fillon 1)‏ هي الحكومة الثانية والثلاثين في الجمهورية الفرنسية الخامسة، هي الحكومة التي تم تشكيها عقب فوز نيكولا ساركوزي بالانتخابات الرئاسية الفرنسية لسنة 2007. بدأت مهامها في 18 ماي 2007 حتى 18 جوان 2007 لتحل مكانها حكومة فرنسوا فيون الثانية.
تتميز هذه الحكومة بانفتاحها على اليسار إذ تضم وزير وسكرتيري دولة ومندوب سامي من اليسار الفرنسي. من 15 عشر وزير نجد 7 وزيرات لتصبح هذه الحكومة أول حكومة يتساوى فيها تقريباً عدد الوزراء والوزيرات.

## تشكيل الحكومة
- آلان جوبيه : وزير دولة (يعد هذا المنصب في فرنسا أعلى من منصب وزير)، وزير البيئة والتنمية والتهيئة المستديمة
- جان-لوي بورلو : وزير الاقتصاد والمالية والتوظيف
- ميشال أليو ماري : وزيرة الداخلية وما وراء البحار والسلطات المحلية
- برنار كوشنار : وزير الشؤون الخارجية والأوروبية.
- بريس أورتيفو : وزير الهجرة والاندماج والهوية الوطنية والتنمية المشتركة
- رشيدة داتي : حارسة أختام الجمهورية، وزيرة العدل
- كزافييه برتران : وزير العمل والعلاقات الاجتماعية والتضامن
- كزافييه داركو : وزير التعليم الوطني
- فاليري بيكرس : وزيرة التعليم العالي والبحث
- إرفيه موران : وزير الدفاع
- روزلين باشلو-ناركان : وزيرة الصحة والشباب والرياضة
- كريستين بوتان : وزيرة الإسكان وشؤون المدينة
- كريستين لاجارد : وزيرة الزراعة والصيد
- كريستين ألبانيل: وزيرة الثقافة والاتصال والمتحدثة الرسمية باسم الحكومة
- إيريك ويرث : وزير الميزانية والحسابات العامة والوظائف العامة

## المصدر
- السفارة الفرنسية في سوريا